# Liste der Gouverneure der Festung Mainz

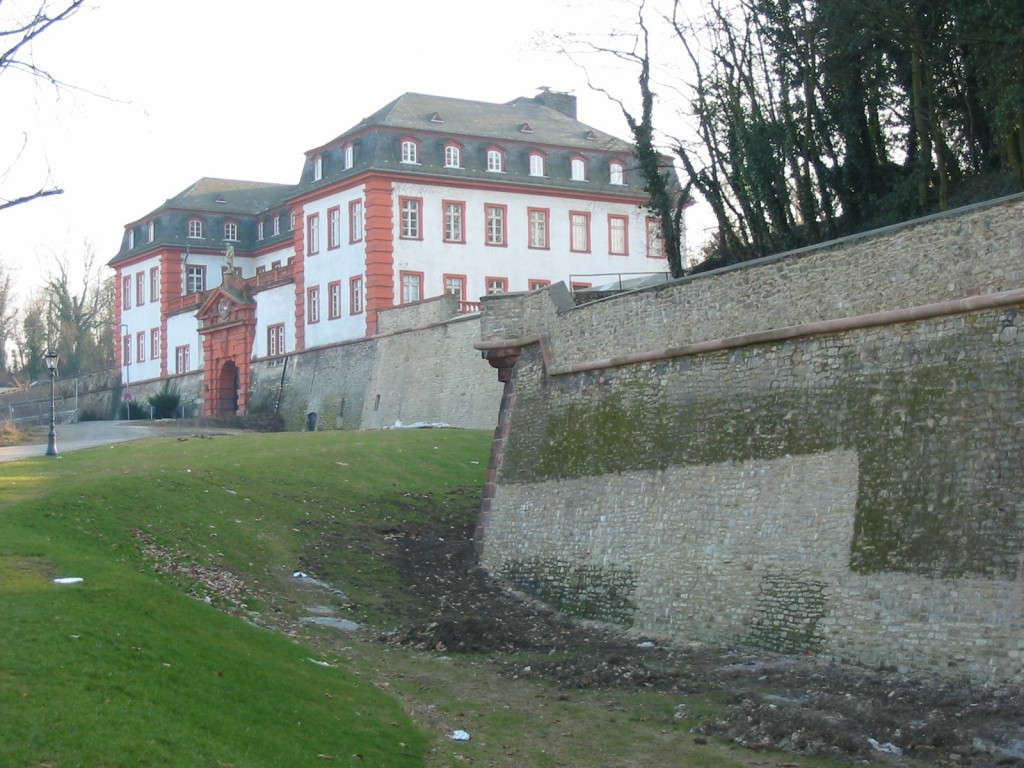
Zitadelle Mainz, der am stärksten ausgebaute Teil der Festung Mainz

Diese Liste der Gouverneure der Festung Mainz enthält die Militärgouverneure zu Zeiten der Bundesfestung und Reichsfestung.

## Bundesfestung
Nach dem Wiener Kongress kam Mainz 1816 zum Großherzogtum Hessen-Darmstadt, das mit Preußen und Österreich einen Staatsvertrag schloss. Die Stadt Mainz selbst blieb in hessischem Besitz, während die Festung Mainz von Preußen und Österreich gleichermaßen verwaltet werden sollte. 1820 beschloss die Deutsche Bundesversammlung die Festungsanlagen als Bundesfestung zu übernehmen. Organisatorisch wurde die Festung von dem Festungsgouvernement kontrolliert, das einer Militärkommission unterstellt war, welche dem Militärausschuss des Bundestages verantwortlich war. Das Festungsgouvernement bestand aus einem Gouverneur sowie einem Vizegouverneur, die abwechselnd in fünfjährlichem Rhythmus von Preußen oder von Österreich bestellt wurden.
- Johann Maria Philipp Frimont von Palota, wurde nach dem ersten Pariser Frieden Gouverneur von Mainz
- Karl von Österreich-Teschen war ab 1815 Gouverneur der Festung und lernte dort seine Frau Prinzessin Henriette von Nassau-Weilburg kennen.
- Ferdinand Friedrich von Württemberg, Gouverneur von 1829 bis 1834
- Prinz Wilhelm von Preußen (1783–1851), war 1824 bis 1829 Gouverneur, 1834–1839 erneut; Onkel des späteren Kaiser Wilhelm I.
- Philipp August Friedrich von Hessen-Homburg, wurde 1840 Gouverneur der Bundesfestung Mainz
- Viktor zu Leiningen-Westerburg-Altleiningen, Vizegouverneur der Bundesfestung zu Mainz (1844)
- Heinrich von Hüser, Gouverneur 1848–1849
- Erzherzog Albrecht, Gouverneur 1849–1851
- Prinz Wilhelm von Preußen, der spätere Kaiser Wilhelm I., wurde 1854 zugleich Generaloberst der Infanterie mit dem Rang eines Feldmarschalls und Gouverneurs der Festung Mainz. Residenz jedoch in Koblenz.
- Heinrich von Reitzenstein (1796–1865), Generalleutnant, 1858–1859 Vizegouverneur
- Alfred I. zu Windisch-Graetz wurde 1859 Kommandant der Bundesfestung und Gouverneur in Mainz
- Wilhelm von Österreich, wurde 1862 Gouverneur
- Prinz Karl von Preußen, 1864 bis 1866 Gouverneur
- Franz Xaver von Paumgartten von 1859 bis 1864 für den österreichischen Teil der Garnison Vizegouverneur der Festung

## Mainz als Festung des Deutschen Reiches 1870/71–1918
Gouverneure der Reichsfestung:
- Woldemar von Schleswig-Holstein-Sonderburg-Augustenburg, 1866–1871
- General der Infanterie Leopold Hermann von Boyen, 1871–1876
- Generalleutnant/General der Infanterie Gustav von Pritzelwitz, 1875–1880
- General der Infanterie Wilhelm von Woyna, 1880–1886
- Generalleutnant Karl von Schlippenbach, 1886–1887
- General der Kavallerie Hugo von Winterfeld, 1887–1888
- Generalleutnant/General der Infanterie Rudolf von Reibnitz, 1888–1892
- Generalleutnant Max von der Planitz, 1892–1893
- General der Infanterie Albert von Holleben, 1893–1898
- General der Infanterie Paul von Collas, 1898–1903
- Generalleutnant Friedrich von Schele, 1903–1904
- Generalleutnant/General der Infanterie Ernst von Voigt, 1904–1908
- General der Infanterie Konrad Ernst von Goßler, 1908–1911
- Generalleutnant Arthur von Schlieffen, 1911–1914
- General der Infanterie Hugo von Kathen, 1914